# Calendario Timor
Calendario Timor è un calendario perpetuo da scrivania progettato da Enzo Mari per Danese Milano nel 1967. La sua forma è ispirata ai vecchi cartelli ferroviari degli anni Quaranta, quando Mari era un bambino.
Timor è un calendario originale ed innovativo, caratteristiche che lo hanno reso sempre attuale nel corso degli anni non uscendo mai  di produzione.

## Storia
Il calendario è stato progettato nel 1967 da Enzo Mari per la Danese Milano con lo scopo di contrastare la logica consumistica dell'usa e getta, conseguenza del boom economico del secondo dopoguerra italiano. Ad oggi il calendario è ancora in produzione ed è un prodotto attualissimo di design destinato a durare una vita e ad invecchiare con chi lo possiede.

### Origini del nome
Timor nelle lingue maleo-polinesiache significa est ed è il nome della maggiore fra le isole di un arcipelago dell'Indonesia, quella situata più a est.
La scelta di un nome così particolare ed esotico deriva da Bruno Danese, fondatore del marchio, che inizialmente decise di chiamare con il nome di isole tutti i prodotti del brand.

## Descrizione

### Caratteristiche Tecniche
Timor è un calendario perpetuo da tavolo, gli elementi in PVC che rappresentano giorno, mese e anno sono fissati su un corpo formato da un unico pezzo stampato in ABS con un perno centrale che permette di aprirli a ventaglio, così da scegliere più facilmente la combinazione corretta. 
| larghezza totale | 17 cm |
| altezza totale   | 16 cm |
| profondità       | 9 cm  |

Enzo Mari decise di realizzare il calendario con un materiale plastico, sia per i vantaggi tecnici che poteva offrire, sia perché considerato moderno, al passo con i tempi: il minor costo di produzione rispetto ai materiali tradizionali trasformava così la plastica in un simbolo di libertà, democrazia e uguaglianza.
Il calendario è stato realizzato in due varianti colore, bianco e nero. Inoltre è disponibile in diverse lingue: italiano, inglese, francese 
e tedesco.
Il font utilizzato è il famoso Helvetica, molto amato dallo stesso Mari e anche da Danese per la sua immediatezza e facile leggibilità.

## Interpretazione

### Componente plastica e figurativa
L'oggetto porta con sé una forte innovazione nella forma in quanto si distacca dalla classica struttura statica di un calendario;
le caratteristiche di componibilità, flessibilità, lavabilità, trasformabilità sono garantite dalla plastica, la struttura generale rende del tutto stabile il prodotto e permette ad ogni componente di avere una funzione specifica.  
Come anticipato in precedenza, la struttura del calendario Timor è ispirato ai cartelli ferroviari degli anni Quaranta, ma analizzando in profondità  tutto l'operato di Mari nel mondo della progettazione è innegabile il suo amore verso le forme stilizzate degli animali. Ed ecco che la sagoma di Timor, nella posizione a lamelle chiuse, sembra evocare quella della testa e del becco del pellicano, mentre a lamelle aperte fa venire in mente la ruota che il pavone fa con la coda e infine, quando le lamelle sono aperte a mezza ruota ricordano la forma della cresta del gallo.

### Interazione con l'utente
Il calendario Timor richiede una forte interazione con l'utente in quanto proprio quest'ultimo quotidianamente deve dedicare del tempo all'oggetto per aggiornare il giorno o il mese; tempo non sprecato poiché sta nell'interesse dell'utente sapere la data corrente quando lo desidera o non se la ricorda.

## Grado di codifica
Il calendario perpetuo Timor presenta un grado di ipercodifica, in quanto partendo da un modello di calendario già esistente, gli vengono conferiti due segni aggiuntivi: una struttura particolare che richiama i vecchi cartelli ferroviari e un movimento rotatorio delle palette simile alla cresta del gallo.

## Valorizzazione
Basandoci sulla classificazione dei valori realizzata dal semiologo Jean-Marie Floch, si può attribuire al calendario Timor una valorizzazione pratica, poiché l’oggetto, data la forma, è facilmente maneggevole ed è intuibile il suo funzionamento. Il materiale, leggero ed economico, lo rende semplice da montare e in grado di superare le mode passeggere. Inoltre è presente una valorizzazione critica, poiché nonostante il prezzo d’acquisto sia relativamente elevato per un calendario, può essere utilizzato per sempre, ogni giorno, ogni mese e ogni anno. L’essenzialità del calendario perpetuo da tavolo è sinonimo di un pensiero rigoroso che il designer applicava a tutti i suoi progetti: 
(Pensiero del progettista Enzo Mari in merito al suo progetto per il sito Elledecor)